# Tokyo Ska Paradise Orchestra
I Tokyo Ska Paradise Orchestra (東京スカパラダイスオーケストラ), comunemente chiamati dai fan Skapara o TSPO, sono una band ska-jazz giapponese, fondata nel 1988 dal batterista Asa-Chang ed inizialmente composta di più di 10 veterani della scena underground di Tokyo. Già all'epoca della sua fondazione, il sound della band si rivelò diverso da quello della scena ska a loro contemporanea, e durante il successivo ventennio ebbero una notevole influenza sull'intera musica giapponese. Il loro sound, prodotto delle influenze dei suoi numerosi membri, è un eclettico mix di ska, jazz e rock, con elementi di musica elettronica e di svariati altri generi. La maggior parte dei loro brani sono puramente strumentali. Dalla sua fondazione, la band si è esibita in svariati concerti nazionali ed ha ampiamente suonato anche in tutto il mondo; hanno collaborato varie volte con cantanti esterni al gruppo, ad esempio Shiina Ringo, Akira Kobayashi e Kyōko Koizumi.

## Storia

### I primi tempi
La prima pubblicazione della band si ebbe nel 1989 con l'EP eponimo, contenente sei tracce e pubblicato su vinile da un'etichetta indipendente locale, la Kokusai Records. Il successo di questo EP unito alla fama guadagnata dal gruppo con i suoi numerosi concerti live fruttarono agli Skapara un contratto con la Epic Records; in quel momento la formazione "classica" del gruppo comprendeva: Asa-Chang (percussioni), Tsuyoshi Kawakami (Basso), Tatsuyuki Aoki (batteria), Yuichi Oki (tastiere), Marc Hayashi (chitarra), Tatsuyuki Hiyamuta (sax alto), Gamo (sax tenore), Atsushi Yanaka (sax baritono), Nargo (tromba), Masahiko Kitahara (trombone) e Cleanhead Gimura (voce). Yuhei Takeuchi (sax alto) faceva parte di questa formazione, ma ha lasciato il gruppo nel 1990, pur suonando ancora con loro dal vivo in alcune occasioni.

### Gli anni '90
Il secondo CD del gruppo, Skapara's Intro (スカパラ登場?), uscì nel 1990 ed incluse la loro prima hit: monster rock. Nel giro di un anno il gruppo suonava nella celebre Budokan arena di Tokyo, davanti ad un pubblico di 10.000 spettatori. Dopo il loro secondo album, World Famous (ワールドフェイマス?), il chitarrista della formazione originale (Marc Hayashu) lasciò il gruppo, e fu rimpiazziato da Toru Terashi. Il terzo cd degli Skapara, Pioneers, segnò l'ultima registrazione del gruppo con il suo fondatore, il batterista Asa-Chang, che decise di continuare come solista; così, il quarto CD del gruppo (Fantasia) venne inciso senza un batterista fisso.
Mentre il gruppo lavorava sul quinto album, il cantante Cleanhead Gimura perse la battaglia che, da tempo, combatteva contro un cancro al cervello; così Grand Prix, il quinto album, venne pubblicato nel 1995 come tributo al cantante deceduto. Questo album segnò un nuovo passo nella tendenza del gruppo verso armonie più pop, e comprese alcuni musicisti e cantanti esterni al gruppo come collaboratori; stando alle performance live, Tatsuyuki Hiyamuta divenne il front-man del gruppo: tuttavia è necessario sottolineare che ciascun componente del gruppo poteva fungere da front-man, in base al pezzo suonato.
Il 1996 vide l'uscita del sesto album, Tokyo Strut (トーキョーストラット?), che riproponeva le atmosfere pop della pubblicazione precedente, Grand Prix; questo album fu inoltre l'album di esordio in sala prove del nuovo percussionista, Hajime Ohmori. Durante la permanenza del gruppo in Thailandia, il sassofonista Tatsuyuki Hiyamuta venne coinvolto in un tragico incidente motociclistico che gli causò danni permanenti alle gambe; perse alcuni concerti live, ma dopo la convalescenza decise di continuare a suonare, in molte situazioni avvalendosi del sostegno di un bastone o semplicemente suonando da seduto. Poco dopo, Toru Terashi lasciò il gruppo.
Dopo questo sesto album gli Skapara decisero di abbandonare la Epic Records, dal momento che vi era il sospetto che la casa discografica non sarebbe stata in grado di sfruttare adeguatamente il successo del gruppo, il quale firmò allora con l'etichetta indipendente Avex Trax, che creò una sigla editoriale appositamente per il gruppo, la Justa Records. La band reclutò dunque Rui Sugimura, fratello del cantante deceduto nel 1995, come cantante a tempo pieno; questo sarebbe diventato il periodo più prolifico per il gruppo, con un certo numero di pubblicazioni tra cui l'album Arkestra, vari 12" e 7" (che includevano remix dal CD Arkestra così come canzoni composte per l'occasione), l'EP Hinotama Jive, la colonna sonora al videogioco Incredible Crisis ed alcuni CD di tributo. Il gruppo si imbarcò quindi in un ambizioso tour del Giappone (documentato sul DVD Ska Evangelists on the Run). Dal momento che nessun chitarrista ufficiale era stato ancora incluso nel gruppo, gli Skapara andarono in tour con i due chitarristi che lavorarono sull'album: Takashi Kato (dei Lost Candi) e 會田茂一 (degli El Malo).
Durante il tour di Arkestra, il batterista Tatsuyuki Aoki morì in un incidente in treno. Venne temporaneamento rimpiazzato da Tatsuya Nakamura; alla fine de tour, Kin-Icih Motegi (ex dei Fishmans) entrò anch'egli nel gruppo. Nel 1999, invece, Rui Sugimura lo abbandonò mentre Takashi Kato divenne un membro permanente della band.

### Gli anni 2000
Il CD uscito nel 2000, Full tension Beaters, fu integralmente ska e fu il loro primo album pubblicato al di fuori dell'Asia, ad opera della Grover Records; l'album uscì in Germania. Nonostante Motegi stesse ancora lavorando come batterista di supporto durante la registrazione di questo album, questo fu il primo prodotto in cui la band mostrava una formazione stabile: Yanaka, Gamo, Narho, Kitahara ed Hiyamuta occupavano la sezione di fiati, Oki alle tastiere, Kawakami al basso, Ohmori alle percussioni, Kato alla chitarra e Motegi alla batteria. La formazione sarebbe rimasta la stessa fino al 2008.
Per la loro successiva pubblicazione, Stomping on Downbeat Alley, la band invitò tre cantanti esterni al gruppo: Yusuke Chiba, dei thee Michelle Gun Elephant, Tajima Takao dei Pizzicato Five e Tamio Okuda, degli Unicorn. L'album fu un grandissimo successo, così come i singoli estratti, e la gig alla Yokohama Arena (con tutti e tre i cantanti) venne pubblicata come Downbeat Arena. Il gruppo iniziò anche un tour europeo, presente sul DVD Catch the Rainbow.
High Numbers fu una pubblicazione di più basso profilo che constava più ci parti strumentali che cantate; questo album comprese inoltre il primo brano, Ginga to Meiro, con Kin-Ichi Motegi come primo cantante. L'album del 2004, Answer, fu molto simile.
Per la pubblicazione del 2006, Wild Peace, il gruppo reclutò ancora tre cantanti esterni, Chara, Hanaregumi e Hiroto Komoto. Come con Downbeat Alley questi tre singoli diventarono famosissimi successi, e la band produsse un DVD con l'ultimo spettacolo live del tour, con tutti e tre i cantanti. Seguì un altro tour in Europa, documentato nel DVD Smile.
Un nuovo album seguì presto Wild Peace: si trattò di Perfect Future, una produzione con una più marcata componente jazz e solo un cantante, Fumio Ito. Kin-Ichi Motegi registrò anch'egli un brano per questo album. Alcuni mesi dopo la messa in commercio di Perfect Future, Tatsuyuki Hiyamuta decise di abbandonare ufficialmente il gruppo per concentrarsi sulla cura delle sue gambe, danneggiate nell'incidente del 1996. Questo abbandono lasciò un grande vuoto nelle esibizioni live del gruppo, dal momento che il ruolo di Hiyamuta non era solo quello di sassofonista ma anche quello di agitate man, il membro del gruppo che parlava alle folle durante i concerti ed operava come front man. Il gruppo decise di non rimpiazzarlo, accettando di restare in nove.
Nei primi mesi del 2009 uscì Paradise Blue, con una formazione finalmente modificata dopo dieci anni di stabilità: questa data segnava il ventesimo anniversario dalla messa in commercio del primo Ep del gruppo, e gli Skapara furono dunque occupati in un tour del Giappone per promuovere l'album.

## Membri

### Attuali

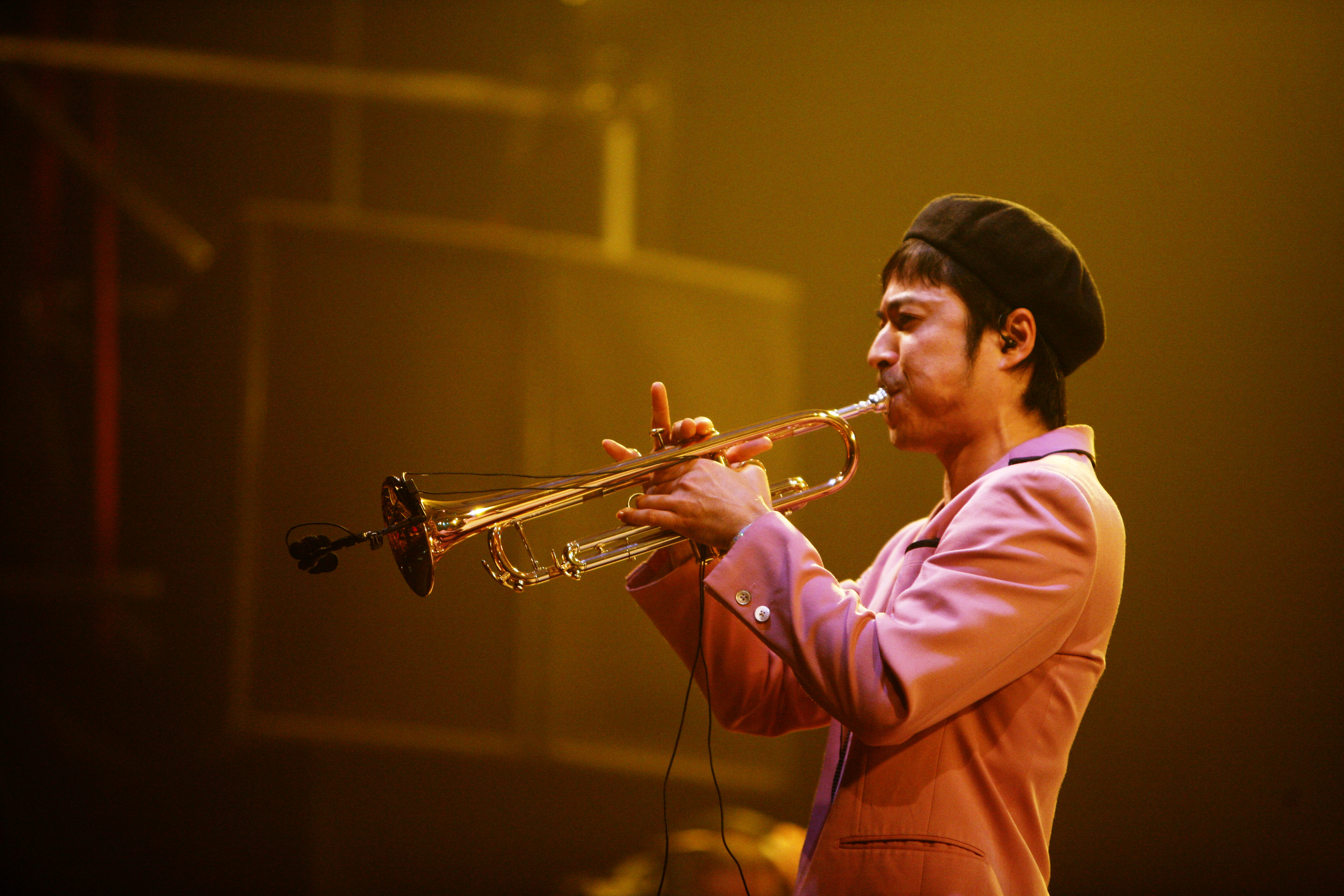
Nargo (Kimiyoshi Nagoya) alla tromba (membro originale)
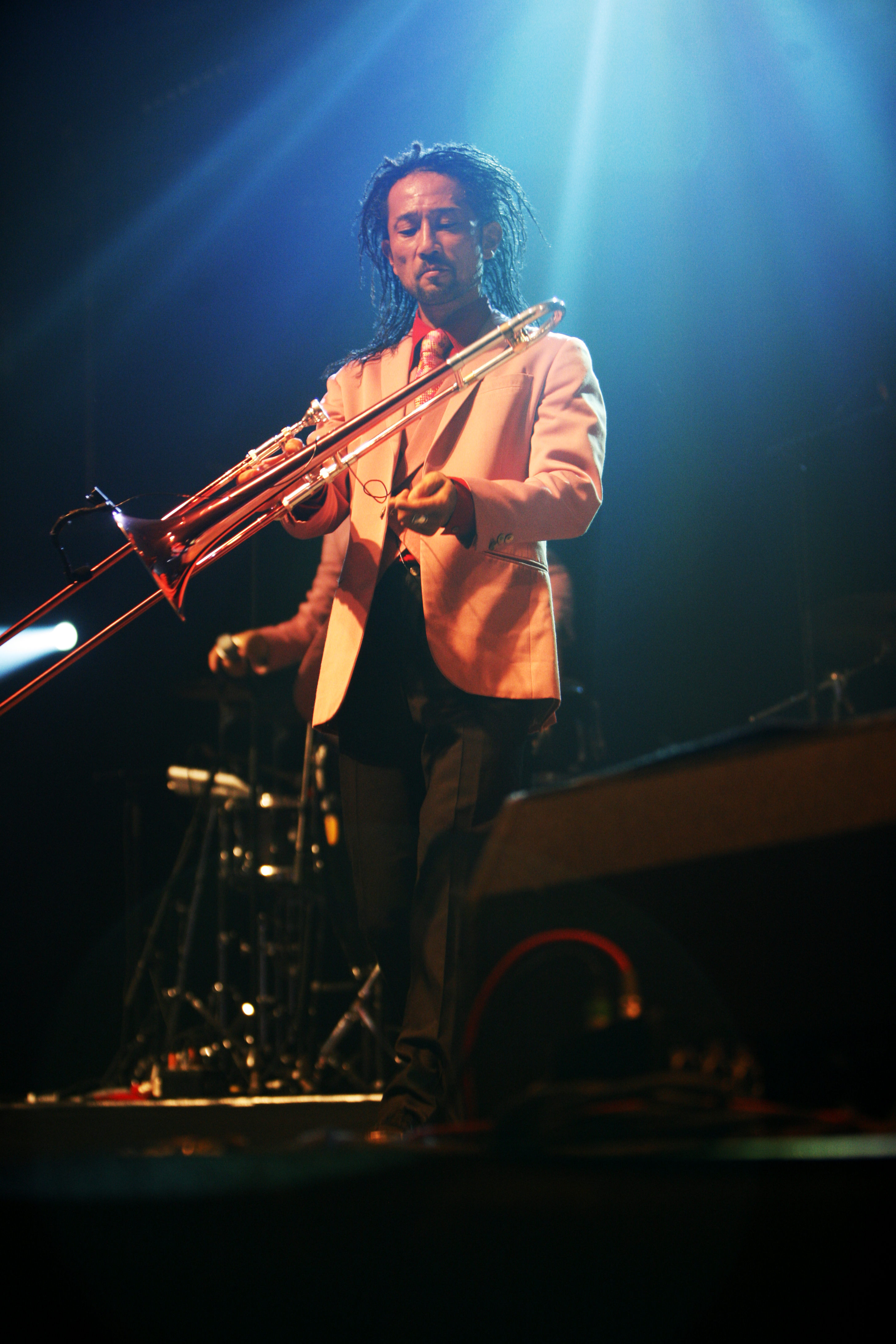
Masahiko Kitahara al trombone (membro originale)
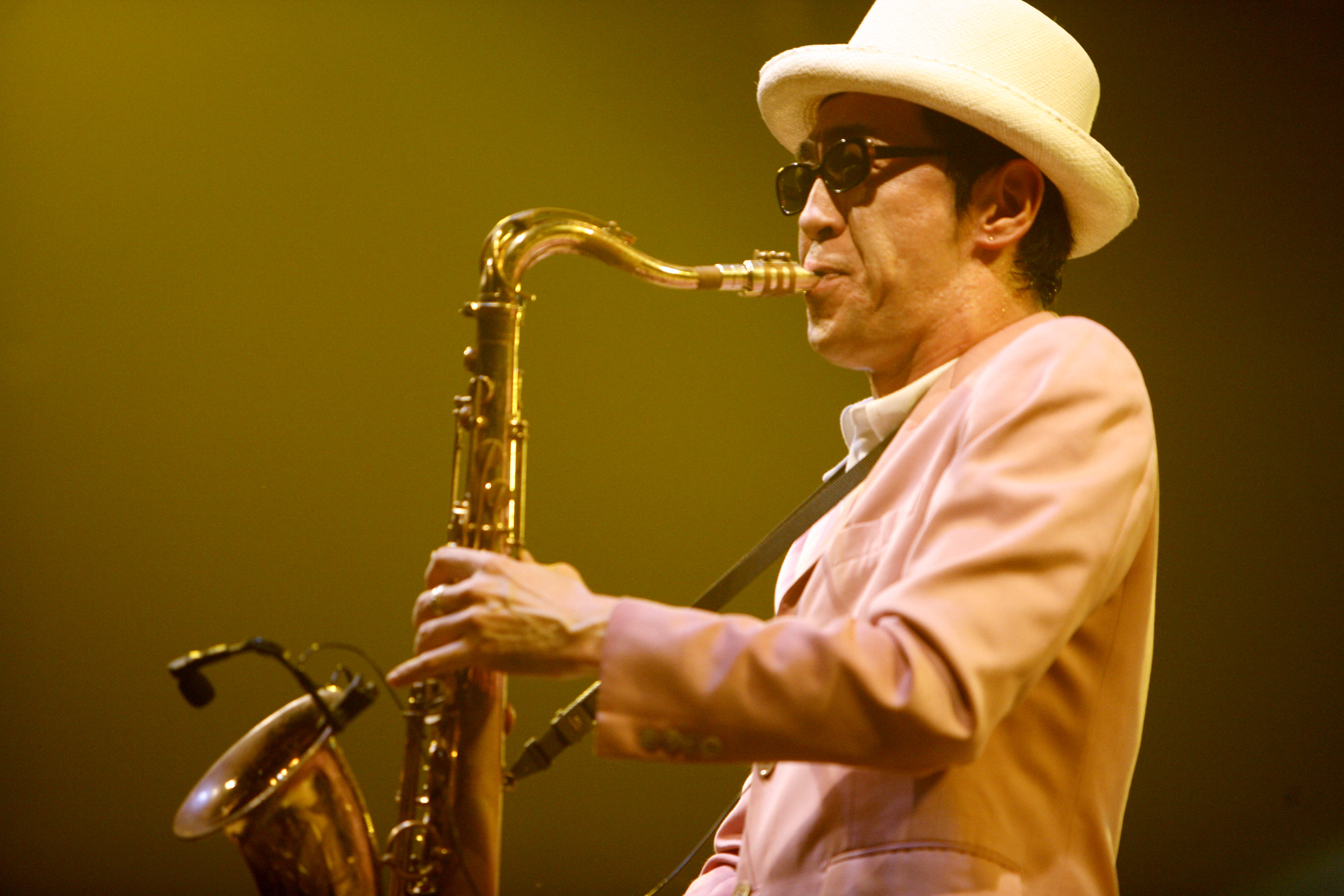
Gamou al sax tenore, sax soprano (membro originale)
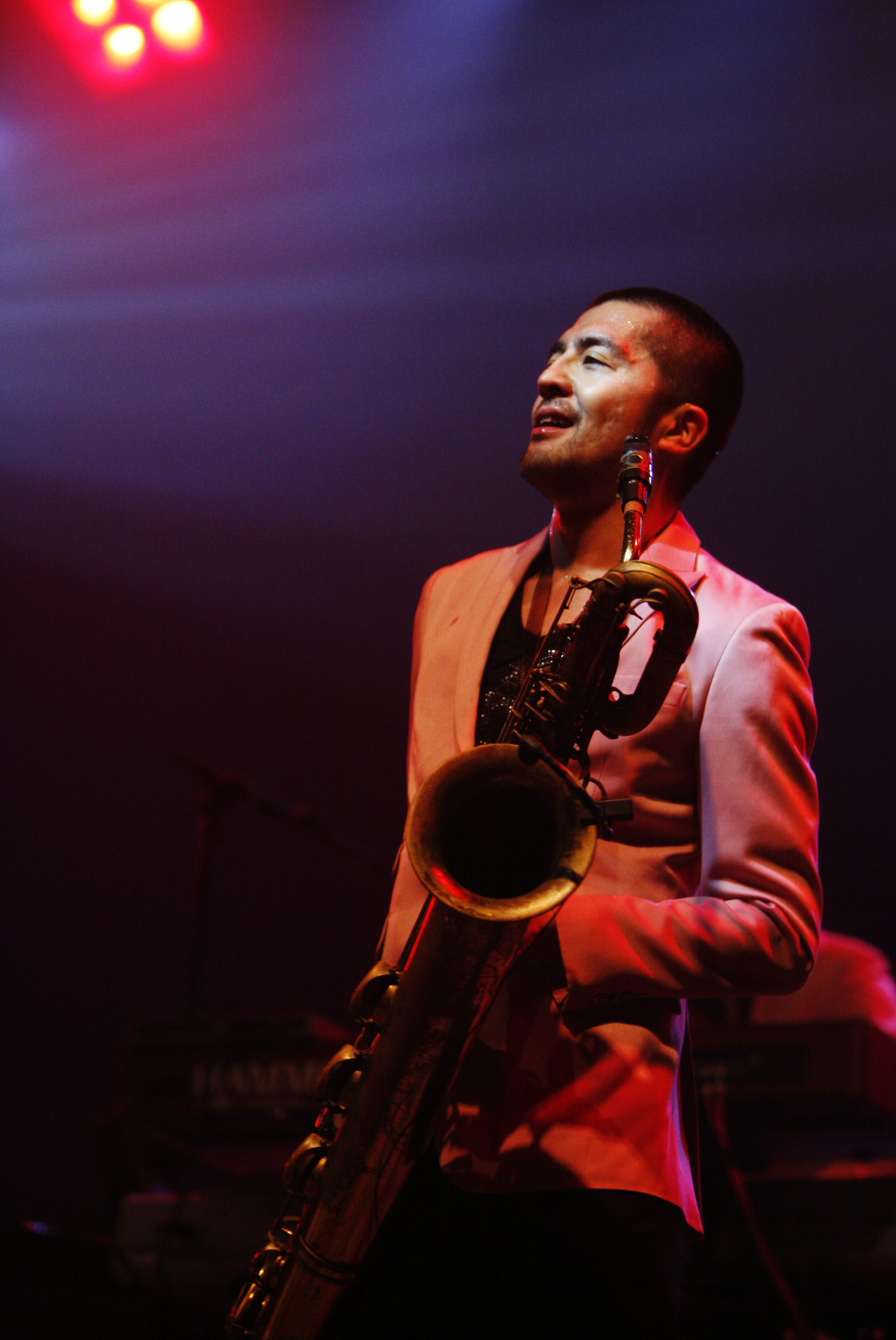
Atsushi Yanaka al sax baritono  (membro originale)
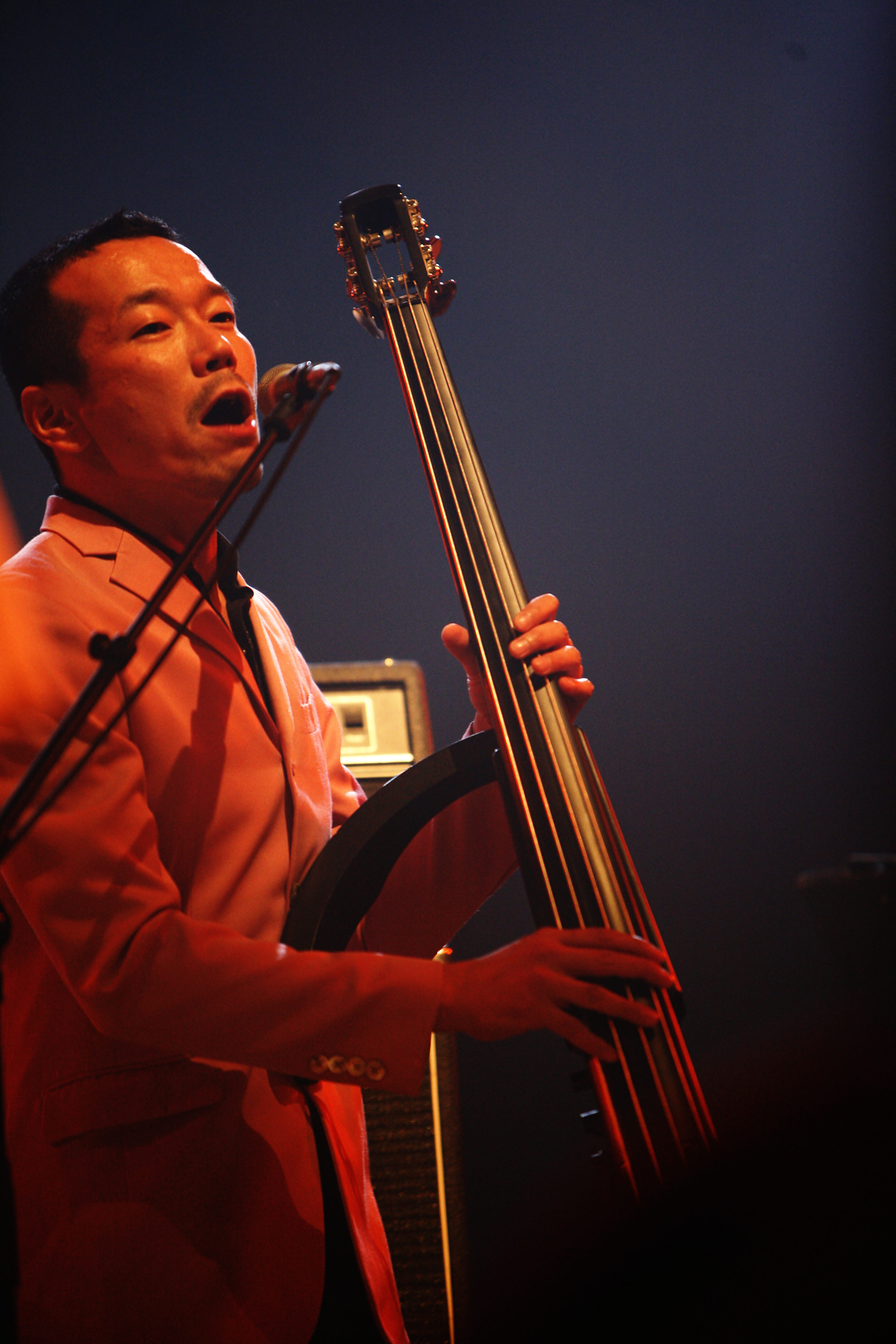
Tsuyoshi Kawakami al basso (membro originale)
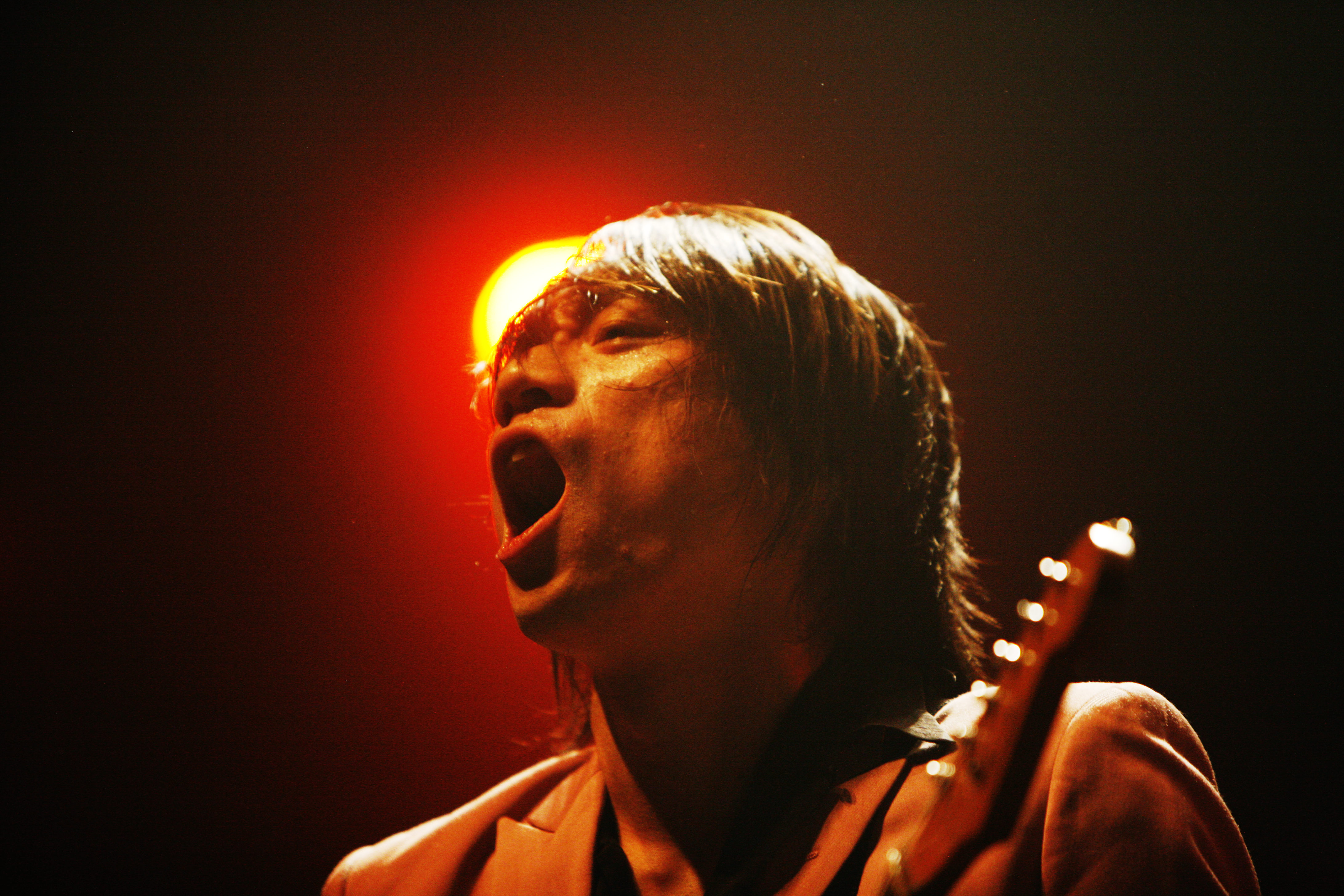
Takashi Kato alla chitarra (entrato nel 1998)
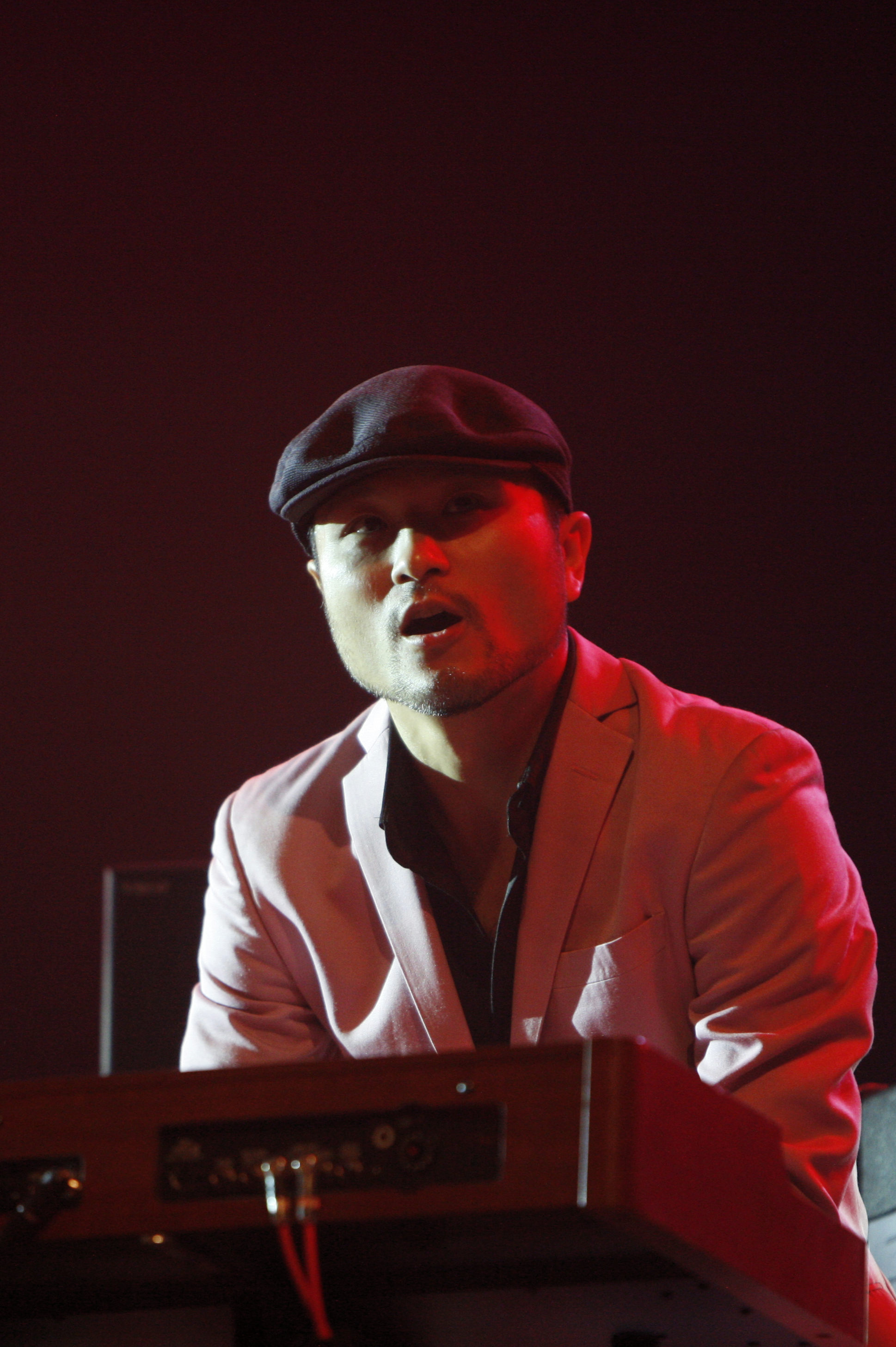
Yuichi Oki alle tastiere (membro originale)
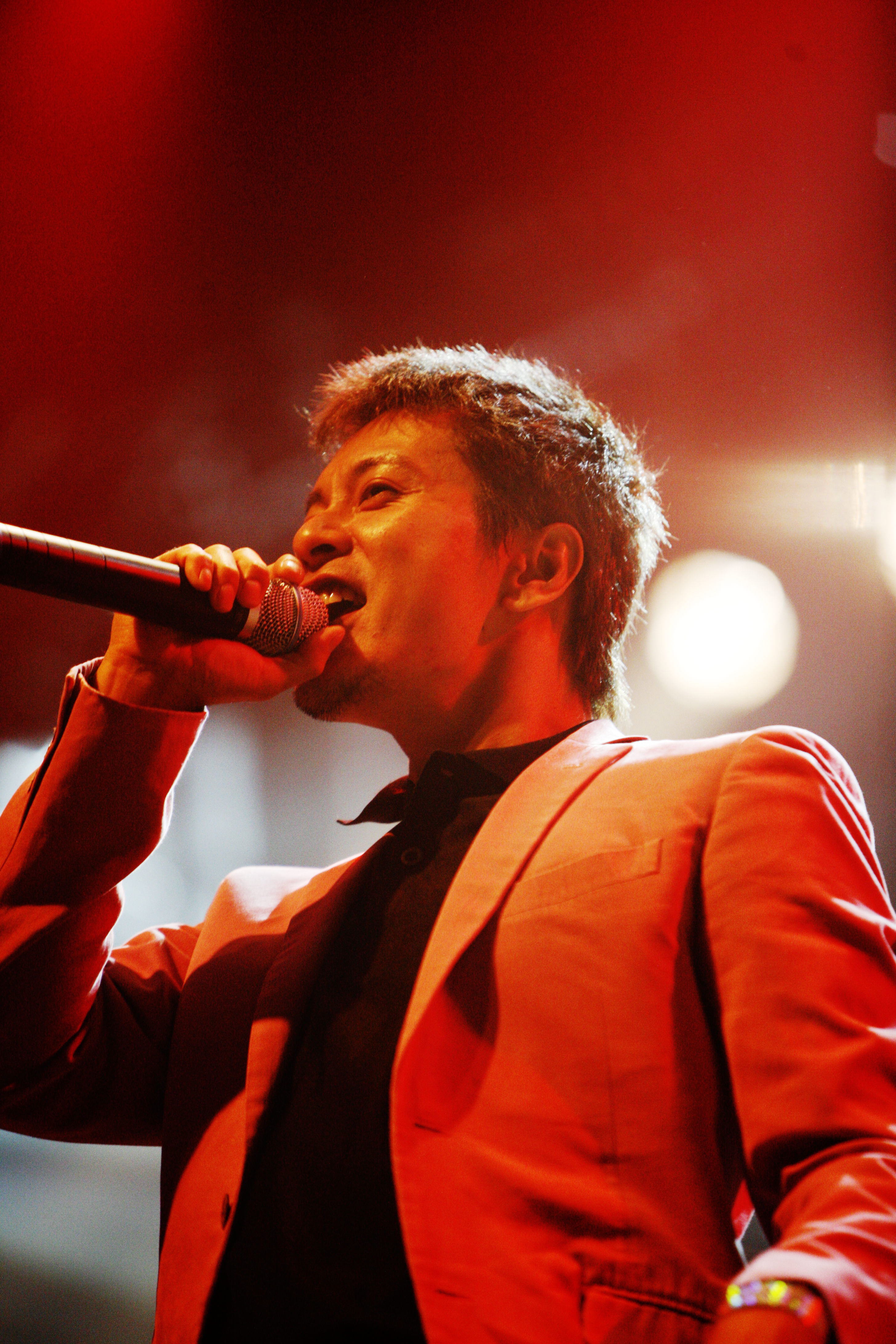
Hajime Ohmori alle percussioni (entrato nel 1996)
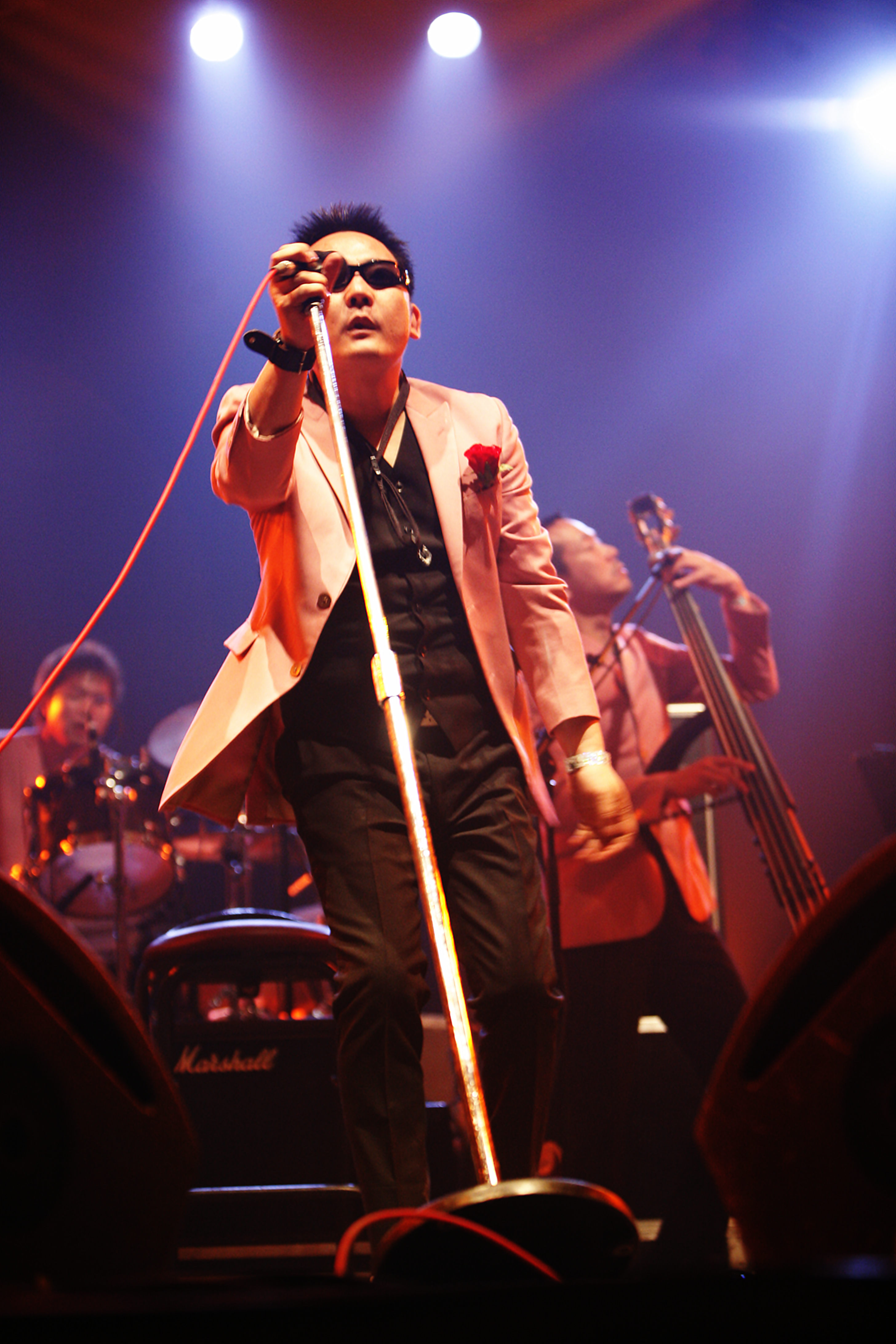
Kin-ichi Motegi alla batteria (entrato nel 1999)

### Passati
- Yuhei Takeuchi al sax soprano, Flauto (fino al 4/1990)
- Masayuki "MARC" Hayashi alla chitarra (fino al 6/1992)
- Asa-Chang alle percussioni (fino al 3/1993)
  - Ha lasciato il gruppo per seguire altri progetti musicali.
- Cleanhead Gimura, cantante (deceduto 23/4/1995)
  - Il frontman del gruppo; deceduto in seguito ad un cancro al cervello.
- Toru Terashi alla chitarra (dal 7/1993, fino al 1/1998)
- Rui Sugimura, cantante (dal 2/1998, fino al 2/1999)
- Tatsuyuki Aoki alla Batteria (deceduto 2/5/1999)
  - Deceduto in un incidente in treno.
- Tatsuyuki Hiyamuta al sax contralto, chitarra  (fino al 7/17/2008)
  - Ha lasciato il gruppo per concentrarsi sulle cure da riservare alla sua gamba, danneggiata a causa di un incidente in moto in Thailandia nel 1996 ed aggravato da viaggi continui con la band ed esibizioni live. Ha espresso il desiderio di ritornare con il gruppo dopo la guarigione della gamba.

## Discografia

### Album in studio
- Skapara's Intro (スカパラ登場) - (05/01/1990 Epic Records)
- Tokyo Ska Paradise Orchestra (東京スカパラダイスオーケストラ) - (12/01/1990 Epic Records) Re-issue on Epic Records of the debut 12".
- World Famous (ワールドフェイマス) - (06/21/1991 Epic Records)
- Pioneers - (03/21/1993 Epic Records)
- Fantasia - (04/21/1994 Epic Records)
- Grand Prix - (06/21/1995 Epic Records)
- Tokyo Strut (トーキョーストラット) - (09/02/1996 Epic Records)
- Arkestra - (8/26/1998 Avex Trax)
- Full-Tension Beaters - (07/26/2000 Avex Trax) (07/04/2003 Grover Records)
- Stompin' On Down Beat Alley - (05/22/2002 Cutting Edge)
- High Numbers - (03/05/2003 Cutting Edge)
- Answer - (03/09/2005 Cutting Edge)
- Wild Peace - (6/7/06 Cutting Edge)
- Perfect Future - (3/26/08 Cutting Edge)
- Paradise Blue - (2/4/09 Cutting Edge)
- World Ska Symphony - (3/10/10 Cutting Edge)
- Goldfingers - (Mini-Album 10/27/2010 Cutting Edge)
- Walkin' - (3/21/2012 Avex Entertainment)
- Desire (欲望) - (11/17/2012 Cutting Edge)
- Diamond In Your Heart (*初回出荷分はデジパック仕様) - (07/11/2013)
- Ska Me Forever- (08/13/2014)
- Paradise Has No Border- (03/08/2017)

### Singoli
- Monster Rock - (04/21/1990 Epic Records)
- Countdown To Glory (栄光へのカウントダウン) - (01/21/1991 Epic Records)
- Hole in One (ホールインワン) - (06/21/1991 Epic Records)
- World Famous Remix - 12/25/1991 Epic Records)
- Burning Scale - (12/02/1992 Epic Records)
- Tiger of Marai - (マライの號) (05/01/1993 Epic Records)
- Gold Rush - (08/21/1993 Epic Records)
- Happening (ハプニング) - (10/23/1993 Epic Records)
- Blue Mermaid (ブルーマーメイド) - (12/12/1993 Epic Records))
- Happy Go Lucky - (09/07/1994 Epic Records)
- Tokyo Deluxe (東京デラックス) - (01/21/1995 Epic Records)
- Watermelon - (04/28/1995 Epic Records)
- Jam - (07/21/1995 Epic Records)
- Rock Monster Strikes Back - (07/21/1996)
- Hurry Up!! - (04/21/1997 Epic Records)
- Does Love Exist? (愛があるかい？) - (04/22/1998 Avex Trax)
- Dear My Sister - (07/08/1998 Avex Trax)
- Hinotama Jive (火の玉ジャイヴ) - (05/12/1999 Avex Trax)
- Devote to the Battle Melody (戦場に捧げるメロディー) - (11/17/1999 Avex Trax)
- Filmmakers Bleed ~Decisive Battle on the Summit~ (フィルムメイカーズ・ブリード～頂上決戦～) - (06/21/2000 Cutting Edge)
- Peeled Orange (めくれたオレンジ) - (08/08/2001 Cutting Edge)
- Great Singing Bird Sky (カナリヤ鳴く空) - (12/12/2001 Cutting Edge)
- Beautiful Burning Forest (美しく燃える森) - (02/14/2002 Cutting Edge)
- The Galaxy and Maze (銀河と迷路) - (02/05/2003 Cutting Edge)
- A Quick Drunkard - (06/04/2003 Cutting Edge)
- Map of the World (世界地図) - (05/25/2004 Cutting Edge)
- Stroke of Fate - (07/08/2004 Cutting Edge)
- Farewell My Friend (さらば友よ) - (2004 Cutting Edge) Edizione limitata venduta solo durante lAnswer tour
- 迫憶のライラック (Tsuioku no Lilac) - (12/14/2005 Cutting Edge)
- The Sapphire Star (サファイアの星) - (02/15/2006 Cutting Edge)
- The Star Spangled Night (星降る夜に) - (05/10/2006 Cutting Edge)
- KinouKyouAshita - (10/07/2009)
- Ryusei to Ballade - (1/27/2010)

### Pubblicazioni su vinile
- Tokyo Ska Paradise Orchestra (東京スカパラダイスオーケストラ) 12" - (1989 Kokusai Records)
- World Famous (ワールドフェイマス) LP - (06/21/1991 Epic Records)
- World Famous Remix 12" - (10/28/1991 Epic Records)
- Just a Little Bit of Tokyo Ska Paradise Orchestra (04/21/1994)
- Happening (ハプニング) 12" - (1995 Epic Records)
- Rock Monster Strikes Back 12" - (08/13/96 Epic Records)
- The Movin' Dub (On the Whole Red Satellites) 7" - (1998 Justa Record)
- Jon Lord 7" - (1998 Justa Record)
- One Night 12" - (1998 Justa Record)
- Ska Jerk 12" - (1998 Justa Record)
- Abracadabra 12" - (1998 Justa Record)
- Ring O' Fire 12" - (1998 Justa Record)
- Jazzie Speaks 12" - (1999 Justa Record)
- Theme of Lupin III Pt. I & II 12" - (2000 Justa Record)
- Best(1989～1997) LP (11/07/2002 Epic Records)
- Afro Art Remixes 12" - (12/2002 Afro Art Records)
- Downbeat Selector 7" Box Set- (2002 Cutting Edge) I 4 singoli di Downbeat Alley su vinile
- High Numbers LP - (03/05/2003 Cutting Edge)
- Full-Tension Beaters LP - (07/04/2003 Grover Records)

### Collaborazioni
- Oka o Koete (with Kyōko Koizumi) (1990 Victor Entertainment)
- Akira Bushi Akira No Jin To Paradise (with Akira Kobayashi) (1995)
- Watermelon (with Yukihiro Takahashi (高橋幸宏 ?)) (04/28/1995 Epic Records)
- Decameron (with Naoto Takenaka) (1997)
- Spanish Hustle (with Malawi Rocks) 12" (2000 Justa Record)
- Mayonaka wa Junketsu (with Ringo Shiina) (2001)
- Hazumu Rhythm (ハズムリズム)(with Puffy) (2006)
- L-O-V-E (with Rico Rodriguez) (2006)
- Secret Code (with KinKi Kids) (2008)

### Albums live
- Tokyo Ska Paradise Orchestra Live (東京スカパラダイスオーケストラライブ) (03/21/1991 Epic Records)
- Gunslingers -Live Best- (03/14/2001 Avex Trax)
- On Tour (02/04/2004 Cutting Edge)
- Perfect Future: Live at Montreux Jazz Festival (3/26/08 Cutting Edge) (cd bonus live con la prima copertina di Perfect Future)

### Tributi
- Respectable Roosters - A Tribute To The Roosters: "Rosie" (1999)
- Welcome to the Plastic World: "Cards" (1999)
- Ska Stock: Tribute to the Skatalites: "Shot in the Dark" (studio version)
- Punch the Monkey Vol II: "Lupin the 3rd '78" (1999)
- Tribute to Yellow Magic Orchestra: "Simoon" (2004)
- Tribute to Haruomi Hosono: "アブソリュート・エゴ・ダンス" (2007)

### DVD
- Ska Evangelists On the Run Tokyo Ska Paradise Orchestra 1998» 1999 - (03/29/2000 Avex)
- Down Beat Selector (09/04/2002 Cutting Edge)
- Down Beat Arena～Yokohama Arena (Down Beat Arena～横浜アリーナ7.7.2002(完全版) - (07/7/2002 Cutting Edge)
- Europe Tour 2003 Road-Move DVD (Catch the Rainbow (Europe Tour 2003 ロード・ムーヴィーDVD「Catch the Rainbow」) - (03/03/2004 Cutting Edge)
- Skapara at Cabaret (スカパラatキャバレー) - (03/10/2004 Epic)
- Live Grand Prix - (03/10/2004 Epic)
- 18540617 - (03/10/2004 Epic)
- 15th Anniversary Live Since Debut 2004.10.22 - (01/01/2005 Cutting Edge)
- Wild Peace Tour Final @ Saitama Super Arena (Wild Peace Tour Final  @ さいたまスーパーアリーナ) - (05/3/2007 Cutting Edge)
- Smile- A Film by Koichi Makino - (09/12/2007 Cutting Edge)

### Videos
- Skapara Video (スカパラビデオ) - (12/01/1991 Epic)
- Osamu's Amazing Songs (音曲の乱) - (03/25/1992 Epic)
- TOKYOSKA: Everytime We Say Goodbye - (08/08/1992 Epic)
- World Series from Tokyo Ska - (02/12/1992 Epic)
- Skapara at Cabaret (スカパラatキャバレー) - (12/12/1993 Epic)
- Live Fantasia - (04/21/1994 Epic)
- Video Fantasia - (04/21/1994 Epic)
- Live Grand Prix -(12/01/1995 Epic)
- 18540617 - (11/21/1997 Epic)
- Ska Evangelists On the Run Tokyo Ska Paradise Orchestra 1998-1999 - (11/17/1999 Avex)

### Colonne sonore
- Tokyo Deluxe Original Soundtrack (東京デラックスオリジナルサウンドトラック) (1995)
- Incredible Crisis! Original Soundtrack (とんでもクライシス！オリジナルサウンドトラック) (1999)
- New Moral Battle Homicide Original Soundtrack (新仁義なき戦い謀殺オリジナルサウンドトラック) (2003)

### Band Compilations
- gifted WINTER SELECTION (12/01/1993 Epic Records)
- JUST A LITTLE BIT OF TOKYO SKA PARADISE ORCHESTRA (vinyl)(04/21/1994)
- THE BEST SELECTION (THE BEST SELECTION (タイ盤）(rare) (1996)
- MOODS FOR TOKYO SKA: WE DON'T KNOW WHAT SKA IS (11/21/1997 Epic Records)
- JUSTA RECORD COMPILATION Vol.1 (07/23/1999 Avex Trax)
- BEST(1989～1997) (11/07/2002 Epic Records)
- SKA ME CRAZY: THE BEST Of TSPO (03/14/2005 Anagram Records)
- Tokyo Ska Paradise Orchestra: Best of Tokyo Ska 1998~2007 - 26 songs selected by Kin-ichi Motegi (03/21/2007 Cutting Edge)

### Side projects

#### Tsuyoshi Kawakami e His Mood Makers
(Tsuyoshi Kawakami, Nargo, Hajime Ohmori)
- Tsuyoshi Kawakami and His Mood Makers (川上つよしと彼のムードメイカーズ) - 2001.12.12
- Moodmaker's mood - 2003.08.06
- Floatin Mood - 2004.07.28
- Sparklin' Mood - 2004.12.01

#### Sembello
(Yuichi Oki)
- Sembellogy - 2003.08.06
- The Second Album - 2004.11.25
- Kairos - 2006.06.07

#### Speed King
(TSPO + Fantastic Plastic Machine + Dr Ys + KMP + OCHICHY)
- SPEED KING - 2000.02.21

#### Losalios
(Takashi Kato)
- Sekaichizuwa Chinoato - 1999.11.10
- Colorado Shit Dog - 2002.05.01
- School Of High Sense - 2002.10.26
- The End Of The Beauty - 2003.09.03
- ゆうれい船長がハナシてくれた こと - 2005.05.25

#### Fishmans
(Kin-Ichi Motegi) vedi la pagina dei Fishmans

#### Sfkuank
(Nargo & Masahiko Kitahara)
- Sfkuank!!- 2005.12.14
- Stand Up Pleeeease!!- 2006.10.18

#### Compilation curate dai membri del gruppo
- Frank Zappa Compiler - 1999
- Big Bang Blow: Japanese Jazz selected By Nargo, M.Kitahara & Gamo of TSPO - 2003
- JUSTA RECORD presents: 'The 3rd Era of Ska~EURO AUTHENTIC SKA COLLECTION' - 2004.07.28
- JUSTA RECORD presents: 'The 3rd Era of Ska~NORTH AMERICAN SKA COLLECTION' - 2005.03.30